# Fix y Foxi

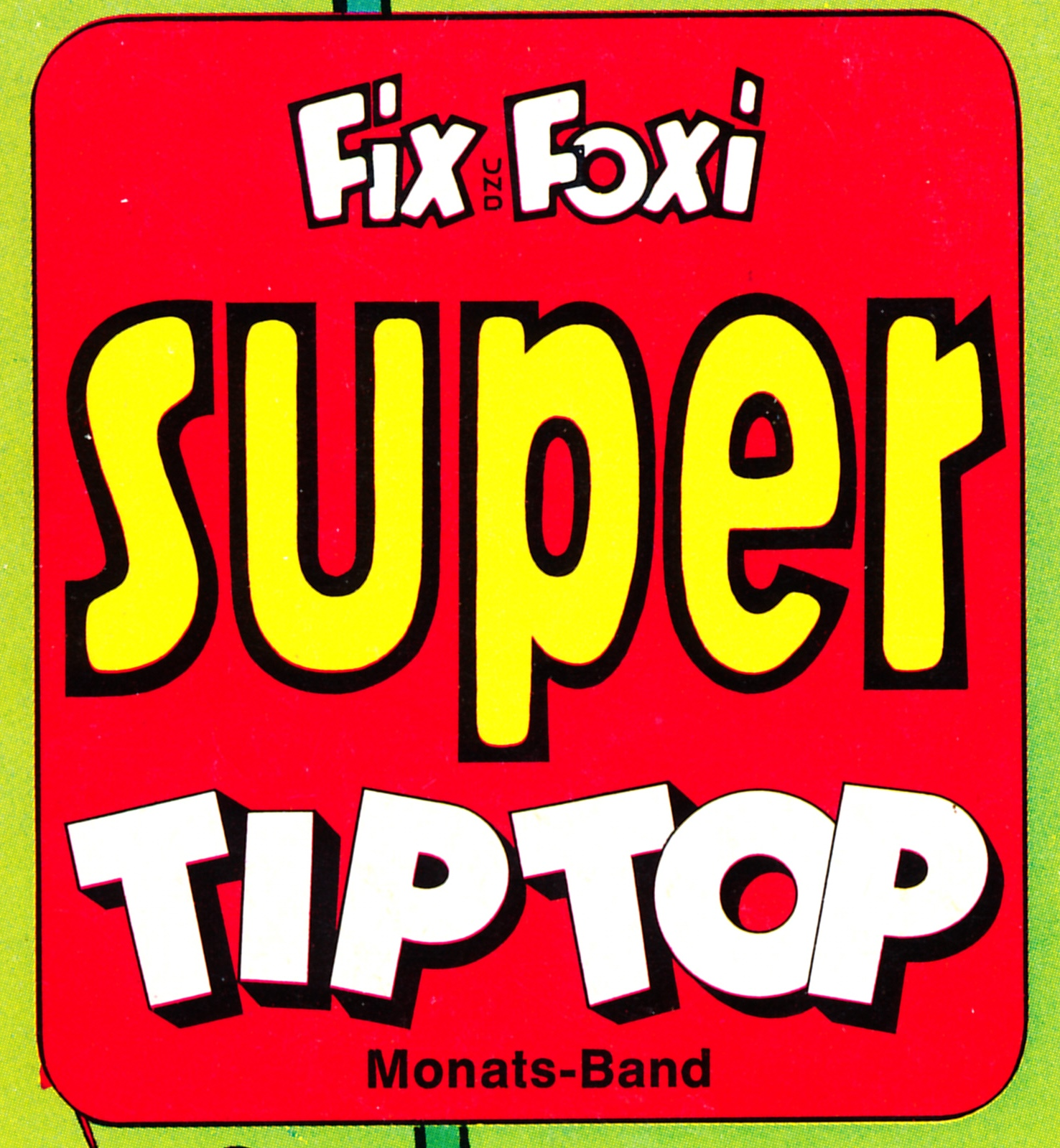
Logotipo de una publicación mensual (1964-1970).

Fix und Foxi (Fix und Foxi) es una serie de historietas creada por Rolf Kauka, y la más exitosa del cómic alemán. Su semanario, que toma su nombre de los dos zorros que lo protagonizan, fue publicado durante más de 40 años desde 1953 hasta 1994. Rebautizado como Fix & Foxi, fue relanzado como una revista mensual en 2000, 2005 y 2010 respectivamente.
En español, aparecieron por primera vez durante los años sesenta en la revista española Yumbo, pero tuvieron mucho más éxito al ser retomados por la editorial mexicana Novaro.